# Antonio de León y Gama
Antonio de León y Gama, né en 1735 à Mexico et mort le 12 septembre 1802, est un érudit et un scientifique mexicain qui est connu pour ses apports à la recherche en mathématiques, en astronomie, en géographie et en archéologie du Mexique.

## Astronomie
Il communique en 1771 à Joseph Jérôme Lefrançois de Lalande ses observations sur l'éclipse solaire qui eut lieu cette année-là. Lalande les publie à Paris en faisant un éloge de l'auteur,..
On lui doit aussi des études sur le cadran solaire, sur les hiéroglyphes et l'arithmétique des Indiens.

## Archéologie
Son ouvrage intitulé Descripcion histórica y cronológica de las dos piedras que con ocasión del nuevo empedrado que se está formando en la Plaza principal de México, se hallaron en ella el ãno de 1790, publié en 1792, dans lequel il décrit et analyse la Pierre du Soleil et le monolithe de Coatlicue, est considéré comme le livre fondateur de l'archéologie au Mexique.

## Distinctions
Le vice-roi de la Nouvelle-Espagne Manuel Antonio Flores l'avait choisi comme confident et conseiller scientifique. Le vice-roi suivant, Juan Vicente de Güemes, en récompense de ses recherches, le chargea, avec Alessandro Malaspina, de présider diverses commissions scientifiques.

## Publications
- (es) Antonio de León y Gama, Descripción histórica y cronológica de las dos piedras que con ocasión del nuevo empedrado que se está formando en la plaza principal de México, se hallaron en ella el año de 1790, Don Felipe de Zúñiga y Ontiveros, 1792 (lire en ligne).